# ギャランツ
ギャランツ(簡体字: 格兰仕; 拼音: Gélánshì、英語: Galanz)とは、中華人民共和国広東省仏山市を本拠とする電機メーカー。
創業以来生産品目の拡大を続け、エアコン、洗濯機、オーブントースター、冷蔵庫、その他の白物家電の製造を行っており、2019年1月時点で、世界の電子レンジ市場の半数を占めている。
仏山市順徳区と中山市に生産拠点を持ち、50,000人を超える従業員を擁している。その他中国全土に52の営業所と13の子会社、香港、日本、韓国、ヨーロッパ、北米に支社が存在する。

## 歴史
1978年、梁慶徳が毛ばたきの製造会社「郷鎮企業」として、仏山市順徳区で創業。
1992年、社名を「ギャランツ」に変更し、電子レンジをはじめとする家電業界に参入。
1995年、中国の電子レンジ市場において25.1%のシェアを獲得し、首位となる。
1998年、世界の40％のシェアを獲得し、世界最大の電子レンジメーカーとなる。
2000年、エアコンおよび冷蔵庫の製造に参入。
2002年、電気式オーブン製造に参入。
2007年、冷蔵庫、洗濯機、乾燥機、食器洗い機で国際市場に参入。また中央管理方式の空調設備に参入。
2020年、象印マホービンの筆頭株主となる
2021年、ワールプール(中国)を傘下に加える。
2022年、象印マホービンに対して、株主提案を行うが否決。その後共同開発を発表。